# Бальсевич, Вадим Константинович
Вадим Константинович Бальсевич (29 июня 1932 — 1 августа 2016) — советский и российский специалист в области теории физической культуры, методики спортивной подготовки, биомеханики, один из организаторов российской спортивной науки.

## Биография
В 1954 году окончил Омский государственный педагогический институт, а в 1958 году — Омский государственный институт физической культуры.
Учился в Ленинградском научно-исследовательском институте физической культуры.
В 1965 году защитил диссертацию «Исследование основных параметров движений в беге на скорость и некоторые пути совершенствования в технике бегунов на короткие дистанции» на ученую степень кандидат педагогических наук.
В 1972 году защитил диссертацию «Исследование локомоторной функции в постнатальном онтогенезе человека (5—65 лет)» на ученую степень доктор биологических наук.
С 1989 года по 1998 год являлся редактором научно-теоретического журнала «Теория и практика физической культуры». Им были созданы такие новые научно-методические периодические издания, как журналы «Тренер» и «Физическая культура: воспитание, образование, тренировка», газета «Витатрон».
Работал научным консультантом научно-теоретического журнала «Теория и практика физической культуры», главный научный сотрудник НИИ «Спорт» РГУФК, член-корреспондент Российской академии образования (2001).

## Достижения
Создал методику объективной регистрации параметров биомеханики движений, участвовал в подготовке спортсменов к Олимпийским играм.
Опубликовал более 200 научных трудов, в том числе монографии «Ваши дети» (1985 г.), «Физическая активность человека» (1987 г.), «Физическая культура для всех и для каждого» (1988 г.); брошюры «Ваш первый физкультурный год» (1983 г.), «Здоровье в движении» (1988 г.), «Спортивный вектор физического воспитания в российской школе» (2006 г.).

## Награды
За успешное выступление группы легкоатлетического спринта сборной команды СССР на Олимпийский играх 1988 года в Сеуле награждён медалью «За трудовую доблесть».
Награждён медалью ордена «За заслуги перед Отечеством» II степени.
Лауреат конкурса и обладатель золотой медали «За лучшую научно-исследовательскую работу в области спорта» (1972 год).